# Sporting Clube de Nampula
El SC Nampula es un equipo de fútbol de Mozambique que juega en la Moçambola 3, la tercera división de fútbol en el país.

## Historia
Fue fundado en el año 1948 en la ciudad de Nampula y fue campeón del Torneo Colonial de Mozambique en una ocasión en el año 1959, y es de los pocos equipos de fútbol de Mozambique que conservaron su nombre original luego de la independencia del territorio de Portugal.
Después de la independencia de Mozambique, el club no ha vuelto a figurar en los torneos locales del país, y ha vagado en las categorías más bajas del fútbol en Mozambique desde su última aparición en la Moçambola en 2006.

## Palmarés
- Moçambola: 1

1959

## Historia
Fue fundado en el año 1948 en la ciudad de Nampula y fue campeón del Torneo Colonial de Mozambique en una ocasión en el año 1959, y es de los pocos equipos de fútbol de Mozambique que conservaron su nombre original luego de la independencia del territorio de Portugal.
Después de la independencia de Mozambique, el club no ha vuelto a figurar en los torneos locales del país, y ha vagado en las categorías más bajas del fútbol en Mozambique desde su última aparición en la Moçambola en 2006.

## Palmarés
- Moçambola: 1

1959